# Ministerstwo Gospodarki, Handlu i Przemysłu Japonii
Ministerstwo Gospodarki, Handlu i Przemysłu (jap. 経済産業省 Keizai-sangyō-shō; ang. Ministry of Economy, Trade and Industry, w skrócie METI) - resort odpowiedzialny za kreowanie i realizowanie japońskiej polityki gospodarczej.

## Chronologia reorganizacji resortu
- 1946 – wznowienie działalności Ministerstwa Handlu i Przemysłu (Ministry of Commerce and Industry)
- 1951 – przekształcenie w Ministerstwo Międzynarodowego Handlu i Przemysłu MITI (Ministry of International Trade and Industry, 通商産業省)
- 2001 – przekształcenie w Ministerstwo Gospodarki, Handlu i Przemysłu METI (Ministry of Economy, Trade and Industry, 経済産業省)

Od lat 60. ministerstwo było uważane w światowych kołach gospodarczych za centrum działań które pozwoliły osiągnąć Japonii pozycję którą zajmuje ten kraj obecnie. M.in. co 10 lat przygotowywało gospodarczą i przemysłową wizję następnej dekady. Skrót nazwy ministerstwa z lat 1951–2001 – MITI, do dziś jest synonimem resortu, zespołu ludzi którzy dokonali w tym zakresie najwięcej. 
W latach następnych model ministerstwa powielono w wielu krajach, m.in.: 
- na Tajwanie: (Ministerstwo Spraw Gospodarczych > Ministry of Economic Affairs)
- w Korei Południowej: (Ministerstwo Handlu, Przemysłu i Energii > Ministry of Commerce, Industry and Energy)
- w Malezji: (Ministerstwo Międzynarodowego Handlu i Przemysłu > Ministry of International Trade and Industry)[2][3]

## Podział organizacyjny
- Sekretariat Ministerstwa (Minister's Secretariat)
- Biuro Polityki Gospodarczej i Przemysłowej (Economic and Industrial Policy Bureau)
- Biuro Polityki Handlowej (Trade Policy Bureau)
- Biuro Współpracy Handlowej i Gospodarczej (Trade and Economic Co-operation Bureau)
- Biuro Polityki Naukowo-Przemysłowej i Technologicznej i Środowiska (Industrial Science and Technology Policy and Environment Bureau)
- Biuro Przemysłów Producenckich (Manufacturing Industries Bureau)
- Biuro Handlu i Polityki Informacyjnej (Commerce and Information Policy Bureau)

## Podległe agencje
- Japońska Organizacja Handlu Zagranicznego JETRO (Japan External Trade Organization, 日本貿易振興機構)
- Japoński Urząd Patentowy JPO (Japan Patent Office, 特許庁)
- Agencja Badań Przemysłowych i Technologii (Agency of Industrial Science and Technology AIST, 産業技術総合研究所)
- Agencja Źródeł Naturalnych i Energii (Agency for Natural Resources and Energy, 資源エネルギー庁)
- Agencja Bezpieczeństwa Atomowego i Przemysłowego NISA (Nuclear and Industrial Safety Agency, 原子力安全・保安院)
- Agencja Małej i Średniej Przedsiębiorczości (Small and Medium Enterprise Agency, 中小企業庁)